# شانه‌موش
شانه‌موش (نام علمی: Ctenomys) نام یک سرده از راسته جوندگان است.

## گونه‌ها
شانه‌موش اندرسون (C. andersoni)
شانه‌موش آرژانتینی (C. argentinus)
شانه‌موش جنوبی (C. australis)
شانه‌موش آزارا (C. azarae)
شانه‌موش برگ (C. bergi)
شانه‌موش بیدو (C. bidaui)
شانه‌موش بولیوی (C. boliviensis)
شانه‌موش بونتو (C. bonettoi)
شانه‌موش برزیلی (C. brasiliensis)
شانه‌موش بودین (C. budini)
شانه‌موش کلبرن (C. colburni)
شانه‌موش پونتیا (C. coludo)
شانه‌موش کاناور (C. conoveri)
شانه‌موش کنترراس (C. contrerasi)
شانه‌موش کویهایک (C. coyhaiquensis)
شانه‌موش داربینی (C. dorbignyi)
شانه‌موش چاکوآ (C. dorsalis)
شانه‌موش امیلی (C. emilianus)
شانه‌موش اریکا (C. erikacuellarae)
شانه‌موش فاماتینا (C. famosus)
شانه‌موش فلاماریون (C. flamarioni)
شانه‌موش فوش (C. fochi)
شانه‌موش لاگو بلانکو (C. fodax)
شانه‌موش سرخ‌گون (C. frater)
شانه‌موش برنزه (C. fulvus)
شانه‌موش گودفلو (C. goodfellowi)
شانه‌موش هایگ (C. haigi)
شانه‌موش سان خوآن (C. johannis)
شانه‌موش خوخوی (C. juris)
شانه‌موش کاتامارکا (C. knighti)
شانه‌موش لامی (C. lami)
شانه‌موش لکه‌دار (C. latro)
شانه‌موش لسا (C. lessai)
شانه‌موش دندان‌سفید (C. leucodon)
شانه‌موش لوئیس (C. lewisi)
شانه‌موش ماژلانی (C. magellanicus)
شانه‌موش موله (C. maulinus)
شانه‌موش مندوزا (C. mendocinus)
شانه‌موش ریز (C. minutus)
شانه‌موش ناترر (C. nattereri)
شانه‌موش پنهان‌کار (C. occultus)
شانه‌موش بلندی (C. opimus)
شانه‌موش ریگ (C. osvaldoreigi)
شانه‌موش پیرسون (C. pearsoni)
شانه‌موش گویا (C. perrensi)
شانه‌موش پرویی (C. peruanus)
شانه‌موش پیلار (C. pilarensis)
شانه‌موش سان لوئیس (C. pontifex)
شانه‌موش پورتیوس (C. porteousi)
شانه‌موش پونت (C. pundti)
شانه‌موش ریو نگرو (C. rionegrensis)
شانه‌موش رویگ (C. roigi)
شانه‌موش سالتا (C. saltarius)
شانه‌موش اسکالیا (C. scagliai)
شانه‌موش ابریشمی (C. sericeus)
شانه‌موش گروه‌دوست (C. sociabilis)
شانه‌موش اشتاین‌باخ (C. steinbachi)
شانه‌موش جنگل (C. sylvanus)
شانه‌موش تالاس (C. talarum)
شانه‌موش تالس (C. thalesi)
شانه‌موش یقه‌دار (C. torquatus)
شانه‌موش تنومند (C. tuconax)
شانه‌موش توکومان (C. tucumanus)
شانه‌موش سیرا تونتال (C. tulduco)
شانه‌موش نیرومند (C. validus)
شانه‌موش ویپوس (C. viperinus)
شانه‌موش ییتس (C. yatesi)
شانه‌موش یولاندا (C. yolandae)